# Östra Otetjärnen
Östra Otetjärnen är en sjö i Hudiksvalls kommun i Hälsingland och ingår i Delångersåns huvudavrinningsområde. Östra Otetjärnen ligger i Stensjön och Lomtjärn Natura 2000-område.